# Німилович Олександра Миколаївна
Олександра Миколаївна Німилович (нар. 28 травня 1965, Дрогобич, Львівська область) — українська музикознавиця, піаністка, педагогиня. Доцент кафедри музикознавства та фортепіано Дрогобицького державного педагогічного університету імені Івана Франка. Членкиня Національної спілки композиторів України (2005), НТШ. Двоюрідна племінниця о. Івана-Юліана Німиловича.

## Освіта
Навчалася у Дрогобицькому державному музичному училищі (1980—1984, клас ф-но Н. Кольги-Слободян), Львівській державній консерваторії імені Миколи Лисенка (1984—1989, клас ф-но доцент Д. Стернюк; клас концкласу ст. викл. О. Бонковська; клас камерного ансамблю ст. викл. А. Менцинська).

## Концертна діяльність
Концертну діяльність розпочала в 1989 у фортепіанному дуеті, спільно з У. Молчко, здійснивши серію виступів на державному і регіональному телебаченні та радіо, давши понад 200 концертів. Дует є учасником численних музичних фестивалів («Музика українського зарубіжжя» (1991), IX Музичний фестиваль імені А.Кос-Анатольського (1995), «Дні американської та української музики» у Львові (1996), «Струни душі нашої» (1993, 1996—1999, 2007, 2008, 2009, 2011), «Musica Galiciana» (1998), Фестиваль хорової та інструментальної музики (2001), Третій музичний фестиваль «Стравінський і Україна — 2006»). Ансамбль тісно співпрацює з відомими митцями Б. Фільц, Г. Ляшенком, М. Скориком, Л. Дичко, В. Годзяцьким, виконуючи їх нові композиції. Пропагуючи шедеври світової класики, піаністки у своїх програмах виконують віднайдені ними найкращі зразки української музики — твори Я. Лопатинського, С. Людкевича, Д. Січинського, В. Витвицького, Б. Кудрика, Ю. Зарембського та інших. Все найкраще з цього огляду ввійшло до магнітоальбому «Українська музика для двох фортепіано» (2000), прихильно зустрінутого музичною критикою як краю, так і зарубіжжя. В 2008 році дует здійснив прем'єру циклів Й. Брамса: «Пісні кохання» ор. 52, «Нові пісні кохання» ор. 65 для вокального квартету (Л. Коструба — сопрано, С. Паламар — мецо-сопрано, В. Понайда — тенор, Ю. Трицецький — бас) і фортепіано в 4 руки (Дрогобич, Львів, Івано-Франківськ, Тернопіль). В листопаді 2009 і 2010 дует успішно гастролював у Німеччині (Мюнхен).
Виступає також як концертмейстер дитячо-молодіжного хору «Відлуння» Катедрального храму Пресвятої Трійці в Дрогобичі (худ. кер. Надія Бунь), хору «Оранта» Дрогобицької духовної семінарії (регент о. Андрій Бунь), доцента Ірини Кліш (сопрано).
Здійснила записи компакт-дисків:
1. «Б. Бріттен. The Ceremony of Carols» з хором «Відлуння» Катедрального храму Пресвятої Трійці. Керівник — Н. Бунь. Партія фортепіано — О. Німилович. (2008).;
2. «Співайте Богові нашому, співайте…» духовні та народні хорові твори у виконанні хору «Оранта» Дрогобицької духовної семінарії (регент о. А. Бунь), солістка І. Кліш (сопрано), партія фортепіано — О. Німилович. — Львів: Свічадо, 2010 (К 336284 ЄТ).

У 2010 році з хором «Оранта» Дрогобицької духовної семінарії здійснила концертне турне містами Польщі (Кошалін, Колобжег, Слупськ, Білий Бір, Мсціце).

## Науковий доробок
Має понад 200 публікацій, присвячених українським композиторам і виконавцям, які тривалий час перебували у забутті: М. Вербицькому, М. Кумановському, Д. Січинському, В. Барвінському, Б. Вахнянину, М. Волошину, Б. Кудрику, Р. Савицькому, З. Лиську, М. Антоновичу та іншим
Є учасником численних Міжнародних наукових конференцій в Україні і Польщі («Wyźsza szkoła Humanitas» (Соснов'єц, 2011); Akademia Polonijna w Chęstochowie (2006—2011); Міжнародні XIII і XIV Tatrzański sympozjumy «Edukacja jutra» в Закопаному (2010; 2011).

## Педагогічна діяльність
Готує студентів музично-педагогічного факультету до науково-практичних конференцій та участі у виконавських конкурсах (Роман Хрипун став Дипломантом Міжнародного конкурсу «Кримська весна-2008» (Ялта), Р. Хрипун разом з Уляною Конарською (кл. доц. Л.Філоненка) у номінації «Фортепіанний ансамбль» стали Лауреатами: Міжнародного фестивалю-конкурсу молодих виконавців «Кримська весна-2010» у Ялті (III премія), Третього Міжнародного конкурсу-фестивалю мистецтв «ART Prenium-2011» (Київ, II премія) та VIII молодіжного Міжнародного музичного фестивалю ім. І. Вимера «Золота троянда-2011» (Львів, I премія).
Від 2006 — заступник декана факультету з виховної роботи.

## Публікації
Окремі видання
1. Фортепіанна творчість Василя Барвінського. — Дрогобич: Коло, 2001. — 78 с.,
2. Фортепіанні твори Д. Січинського. — Дрогобич: Посвіт, 2007. — 32 с.
3. Барвінський Василь Мініатюри на лемківські народні пісні. Дрогобич: Посвіт, 2008. — 20 с.
4. Фільц Богдана. Закарпатські новелети. Дрогобич: Посвіт, 2010. — 32 с.
5. Фільц Богдана. Фортепіанні твори для дітей. — Дрогобич: Посвіт, 2011. — 28 с.
6. Філоненко Л., Німилович О. Фольклористична діяльність Михайла Тимофіїва. Вид. друге, виправлене й доповнене. — Івано-Франківськ: Місто НВ, 2012. — 195 с.
7. Фільц Б. Хорові кантати / Ред.-упор. О. Німилович. — Дрогобич: Посвіт, 2012. — 56 с.
8. Барвінський Василь. Варіації-мініатюри на тему української народної пісні: Дрогобич: Посвіт, 2013. — 30 с.
9. Орест Яцків: Спогади. Матеріали. Статті / Упор.: Л. Філоненко, О. Німилович. — Дрогобич: Посвіт, 2012. — 416 с.
10. Василь Барвінський і сучасна українська музична культура / Упор. В. Грабовський, Л. Філоненко, О. Німилович. — Дрогобич: Посвіт, 2012. — 328 с.

Література
1. На Україну повернусь / Упор. Й. Фиштик. — Л., 1995;
2. Кияновська Л. Концертна мозаїка // Музика. — 1996. — № 5; Її ж. Композитор — професія нежіноча? // За вільну Україну. — 2003. — 3-4 січ.;
3. Яцків О. Олександра Німилович — Уляна Молчко — фортепіанний дует з педінституту // Галицька зоря. — 1993. — 29 трав.;
4. Яцків О. Фортепіанний дует: Олександра Німилович — Уляна Молчко // Франківець. — 1993. — 1 черв.;
5. Яцків О. Музика у старовинному Дрогобичі // Вісті з України. — 1994. — 3-9 лютого;
6. Яцків О. Авторський концерт композитора Геннадія Ляшенка, колишнього дрогобичанина // Галицька зоря. — 1995. — 31 лип.;
7. Яцків О. Фонозаписи митців Дрогобиччини. Олександра Німилович — Уляна Молчко: «Українська музика для двох фортепіано» // Галицька зоря. — 2000. — 22 січ.;
8. Філоненко Л. «Українські мелодії в світовій музиці» у Дрогобичі // Америка (Філадельфія). — 2002. — 31 серп.;
9. Савицький Р.-мол. Галицькі композитори у нових монографіях // Свобода (Нью-Йорк, США). — 2002. — 11 жовт.;
10. Національна спілка композиторів України: Довідник / Упор. Т. Невінчана. — Київ: Гроно, 2006. — С. 67.
11. Філатенко А. Стравінський повертається на Волинь // Волинь. — 2006. — 22 червня.
12. Majka G. Kilka kroków na wschód // Ruch muzyczny. — 2006. — № 13. — 25 czerwca.
13. Грабовський В. Йоганес Брамс. «Пісні кохання»: нове життя // Культура і життя. — 2007. — № 35. — 29 серпня.
14. Сторонська Н. Дрогобич вшановує Богдану Фільц // Жива вода. — 2008. — № 2.
15. Сторонська Н. Музичний світ Василя Барвінського // Свобода (Свобода). — 2009. — № 3. — 16 січня.
16. Філоненко Л. Творчі зустрічі українських митців // Свобода. — 2010. — Ч. 51. — 17 грудня. — С. 16.
17. Гриджук І. Мистецтво єднати серця для України // Народна воля (Надвірна). — 2011. — № 85-87. 22 липня. — С. 4.
18. Філоненко Л. Творчі зустрічі українських митців // Свобода. — 2010. — Ч. 51. — 17 груд.
19. Пастух Р. Інтелігент, який жив непомітно, але бачив усіх // Галицька зоря. — 2013. — 4 січ.;
20. «Кобзарю! Знов до Тебе я приходжу, Бо Ти для мене совість і закон» // Франківець. — 2013. — № 35. — 25 берез.
21. Синтез поезії і музики в солоспівах Богдани Фільц на вірші Ліни Костенко з вокального циклу «Калина міряє коралі» // Українське мистецтвознавство: матеріали, дослідження, рецензії. — 2015. — Вип. 15. — С. 116—123
22. Відродження творчості Нестора Нижанківського: крізь призму епістолярної спадщини Анатолія Кос-Анатольського і Романа Савицького-мол. // Молодь і ринок. — 2015. — № 12 (131). — С. 104—108.
23. Самобутнє художнє явище народної творчості — яворівські іграшки в мистецькому доробку Богдани Фільц (до 85-річчя композиторки) // Студії мистецтвознавчі. — 2017. — Число 3. — С. 102—109.

Дискографія
1. CD: Б. Бріттен. «The Ceremony of Carols»: дитячий хор «Відлуння» Катедрального храму Пресвятої Трійці м. Дрогобича, кер. Н. Бунь. Партія фп. О. Німилович. — Л.: ММС «Свічадо», 2008;
2. «Співайте Богові нашому, співайте…»: хор «Оранта» Дрогобицької духовної семінарії ім. священомучеників Северина, Віталія і Якима, кер. о. А. Бунь. І. Кліш (спів), партія фп. О. Німилович. — Л.: ММС «Свічадо», 2010. — К 336284 ЄТ.